# Paus Pelagius II
Pelagius II (Rome, geboortedatum onbekend - aldaar, 7 februari 590) was de 63ste paus van de Katholieke Kerk.
Hij werd in Rome geboren als zoon van de Goot Winigild.
Tijdens zijn pontificaat deed Pelagius II verwoede pogingen de kerk, die in een schisma verwikkeld was sinds het Concilie van Chalcedon en de daaropvolgende complicaties, te verzoenen. Dit faalde door tegenwerking van de verschillende volken, voornamelijk de Lombarden. Hij stuurde daarom een gezant naar Byzantium, maar keizer Mauricius slaagde er evenmin in veel te bereiken. Daarop vroeg hij hulp bij de Franken, die echter Italië verlieten na omgekocht te zijn door de Lombarden.
Ook op theologisch gebied was Pelagius erg actief: hij verscherpte bijvoorbeeld de regels omtrent het celibaat, die echter door zijn opvolger, paus Gregorius I, weer versoepeld zouden worden.
Tijdens de wapenstilstand tussen de Longobarden en de Byzantijnen (585-589) wijdde hij zich aan kerkenbouw. Zo bouwde hij een grafkerk op de plaats waar de heilige Laurentius gemarteld was, de Sint-Laurens buiten de Muren.
Pelagius II viel ten prooi aan de pestepidemie die sinds eind 589 door Rome woedde, waaraan hij in 590 overleed.
Cursief: tegenpaus